# وونغ واي جون
وونغ واي جون قالب:Lang-zh-my هو لاعب كرة الريشة ماليزي، ولد في 9 يونيو 1997.

## وصلات خارجية
- وونغ واي جون على موقع BWF.tournamentsoftware.com (الإنجليزية)
- وونغ واي جون على موقع BWFbadminton.com (الإنجليزية)